# Snoegen
Snoegen er et gammelt egetræ i Jægerspris Nordskov ved Jægerspris. De sidste blade på Snoegen visnede i efteråret 1991.
Efter at udspringet var blevet mindre og mindre over en årrække, og svampen Oksetunge (Fistulina hepatica) havde angrebet træet, faldt de sidste blade af Snoegen i efteråret 1991. Stubben har en omkreds på 8,7 meter og Snoegens skønnes at have levet i 600-700 år.
Selv om der ikke er meget tilbage af dette gamle træ, er det dog stadig tydeligt hvorfor Snoegen bærer navnet, Snoegens grene er snoede. De to hovedsøjler i stammen er dels snoet om deres egen længdeakse, men også indbyrdes omkring en lodret akse gennem træets stamme.